# Río Alfambra
Der Río Alfambra ist ein ca. 100 km langer Fluss in der Provinz Teruel in Spanien.

## Verlauf
Der Río Alfambra entspringt in der Sierra de la Moratilla auf etwa 2000 m und fließt windungsreich nach Norden, später nach Süden. Bei Teruel vereinigt er sich mit dem Guadalaviar zum Turia. Seine gelegentlichen Hochwasser verursachen schwere Schäden an den kleinen Feldern und Orten an seinem Lauf. An seinem Lauf befinden sich weder Stauseen noch Wehre.

## Orte
Galve, Orrios, Alfambra, Peralejos, Cuevas Labradas, Tortajada und Teruel, wo er in den Turia mündet.